# 岡崎市立大門小学校
岡崎市立大門小学校（おかざきしりつ だいもんしょうがっこう）は、愛知県岡崎市大門にある公立小学校。

## 概要
1976年（昭和51年）4月に開校した。
大樹寺小学校（河原町、百々町、堂前町を除く）とともに岡崎市立北中学校の学区を構成する。
| 調査日       | 児童数 | 通常学級 | 特別支援学級 |
| ------------ | ------ | -------- | ------------ |
| 2013年4月8日 | 760人  | 23       | 2            |
| 2019年5月1日 | 798人  | 23       | 4            |
| 2020年5月1日 | 805人  | 24       | 4            |
| 2021年5月1日 | 803人  | 24       | 4            |

## 学区
| 町名                                                                     | 進学先   |
| ------------------------------------------------------------------------ | -------- |
| 大門1丁目～5丁目、上里1丁目～3丁目、薮田1丁目～2丁目、大樹寺1丁目～3丁目 | 北中学校 |

## 沿革

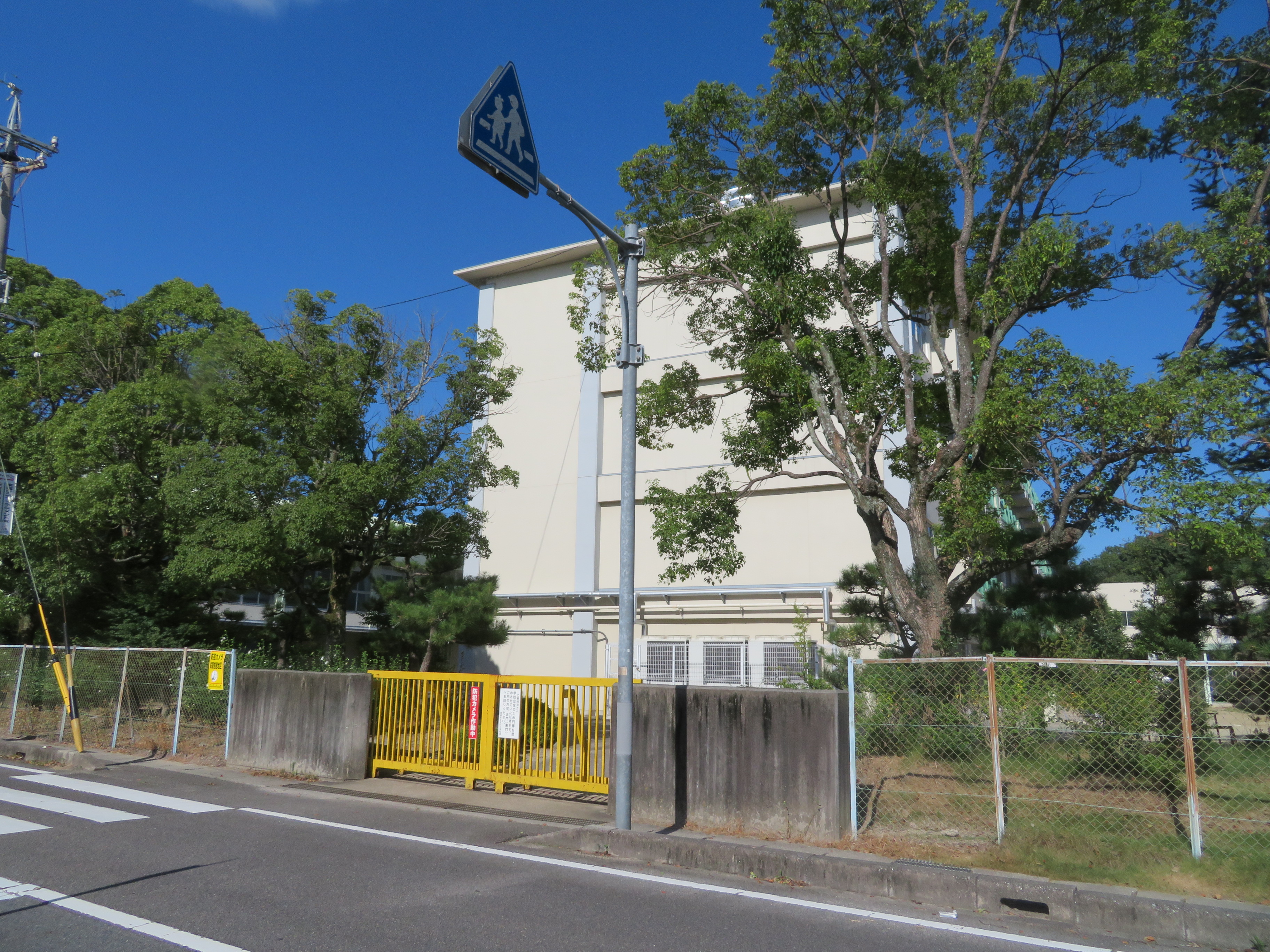
西側の校門

- 1976年（昭和51年） - 大樹寺小学校の学区のうち、大樹寺・大門・上里・藪田・井ノ口町の一部を学区とし開校。
- 1979年（昭和54年） - 体育館・プール完工式。
- 1985年（昭和60年） - 創立10周年記念式典。「大門山」と「大門っ子の森」が完工。
- 1987年（昭和62年） - 米国のノースカロライナ州ハイポイント市のシャディブルック小学校と姉妹校になる。
- 1997年（平成9年） - 交通安全岡崎自転車大会で15年連続優勝。
- 2001年（平成13年） - 第1回「大門学区ふれあい運動会」（学区・小学校合同運動会）開催。
- 2005年（平成17年） - ビオだいもん（ビオトープ）完工式。30周年記念モニュメントが完成。大門小学校・大門学区創立30周年記念式典。南門が完成。
- 2010年（平成22年） - 全国学校ビオトープコンクールにおいて銅賞受賞。
- 2012年（平成24年） - 図書室データベース化完了。

## 交通アクセス
- 愛知環状鉄道「大門駅」下車 北400m（徒歩7分）
- 名鉄バス「大門駅」行き 「大門小学校前」（徒歩1分）